# Howard Johnson (Altsaxophonist)
Howard Johnson, genannt „Swan“ (* 1905 in Boston; † 1991) war ein US-amerikanischer Jazzmusiker (Altsaxofonist und Klarinettist) des Swing.

## Leben und Wirken
Johnson spielte Anfang der 1930er Jahre bei Elmer Snowden und Benny Carter (1933). Ab 1934 spielte er bis 1939 in Teddy Hills Orchester. Zu hören ist Johnson auf dessen Einspielungen von Uptown Rhapsody, Passinette (1936) und im King Porter Stomp (1937). Während der Europa-Tournee der Band machte er Aufnahmen mit Dickie Wells: Nobodys Blues But My Own, Hot Club Blues, Dinah (1937). Später arbeitete er mit Claude Hopkins, Don Redman (1945) und Dizzy Gillespie (Dizzy Gillespie Big Band, 1946–48) zusammen.
Er ist nicht zu verwechseln mit dem gleichnamigen Tubaspieler und Baritonsaxophonisten Howard Johnson, der von 1941 bis 2021 lebte.

## Auswahldiskographie
- Roy Eldridge: Little Jazz (Columbia, 1935–40)
- Dizzy Gillespie: Groovin´ High (Savoy, 1945–46), Pleyel 48 (Vogue, 1948)
- Horace Henderson: 1940 (Claccics, 1940)
- Claude Hopkins: 1937-1940 (Classics)

## Lexikalische Einträge
- Martin Kunzler: Jazz-Lexikon. Reinbek, Rowohlt, 1988.
- Bielefelder Katalog Jazz 2001.
- Richard Cook, Brian Morton: The Penguin Guide of Jazz on CD. 6. Auflage. Penguin, London 2002, ISBN 0-14-051521-6.